# Robert Watts (Produzent)
Robert Watts (* 23. Mai 1938 in London, England; † 30. September 2024 in East Sussex) war ein britischer Filmproduzent. 

## Leben
Watts war der Halbbruder des Schauspielers Jeremy Bulloch. Er wurde vor allem durch seine Mitarbeit in den Indiana-Jones- und Star-Wars-Filmen bekannt.

## Filmografie (Auswahl)
Als Produktionsleiter:
- 1968: Inspektor Clouseau (Inspector Clouseau)
- 1968: 2001: Odyssee im Weltraum (2001: A Space Odyssey)
- 1970: El Condor
- 1971: Flight of the Doves
- 1972: Zum Teufel mit Hosianna (The Wrath of God)
- 1973: Papillon
- 1975: Die Wilby-Verschwörung (The Wilby Conspiracy)
- 1975: Inside Out – Ein genialer Bluff (Inside Out)
- 1976: Alfie, der liebestolle Schürzenjäger (Alfie Darling)
- 1977: Krieg der Sterne (Star Wars)
- 1977: Jenseits von Mitternacht (The Other Side of Midnight)
- 1981: Jäger des verlorenen Schatzes (Raiders of the Lost Ark)

Als Associate Producer:
- 1979: Meetings with Remarkable Men
- 1980: Das Imperium schlägt zurück (The Empire Strikes Back)
- 1981: Jäger des verlorenen Schatzes (Raiders of the Lost Ark)

Als Producer:
- 1983: Die Rückkehr der Jedi-Ritter (Return of the Jedi, als Co-Produzent)
- 1984: Indiana Jones und der Tempel des Todes (Indiana Jones and the Temple of Doom)
- 1988: Falsches Spiel mit Roger Rabbit (Who Framed Roger Rabbit)
- 1989: Indiana Jones und der letzte Kreuzzug (Indiana Jones and the Last Crusade)
- 1991: Feivel, der Mauswanderer im Wilden Westen (An American Tail: Fievel Goes West)
- 1993: Überleben! (Alive)

Als Executive Producer:
- 1993: Alive: 20 Years Later (Dokumentarfilm)
- 1994: Auf brennendem Eis (On Deadly Ground)